# Kremsmünster
Kremsmünster  ist eine Marktgemeinde in Oberösterreich im Bezirk Kirchdorf im Traunviertel mit 7041 Einwohnern (Stand 1. Jänner 2025). Der zuständige Gerichtsbezirk ist Kirchdorf an der Krems.
Der Name geht auf das Benediktinerstift Kremsmünster zurück. Es wurde im Jahre 777 gegründet und ist das kulturelle Zentrum der Region. Seine berühmte Sternwarte heißt Mathematischer Turm.

## Geografie
Kremsmünster liegt auf 384 m Höhe im Traunviertel, an einer markanten Flussterrasse der Krems. Das Gemeindegebiet misst von Nord nach Süd 8,9 km und von West nach Ost 9,5 km. Die Gesamtfläche beträgt 42 km². 16,2 % der Fläche sind bewaldet und 71,9 % werden landwirtschaftlich genutzt.
Die höchste Erhebung ist mit 488 m der Gusterberg 2 km südlich. Auf seiner Kuppe („Baum mitten in der Welt“) befindet sich der frühere Fundamentalpunkt der Landesvermessung (1823–1830). Ende des 19. Jahrhunderts gab der Ort dem Meridianbogen Kremsmünster seinen Namen, der in der Stiftssternwarte seinen Zentralpunkt hatte.

### Gemeindegliederung
Das Gemeindegebiet besteht aus den zehn Katastralgemeinden
- Au
- Dirnberg
- Kirchberg
- Kremsegg
- Kremsmünster
- Krift
- Mairdorf
- Sattledt II
- Unterburgfried
- Wolfgangstein

und umfasst folgende Ortsteile:
- Au
- Dehenwang
- Dirnberg
- Egendorf
- Grub
- Guntendorf
- Heiligenkreuz
- Helmberg
- Irndorf
- Kirchberg
- Kremsegg
- Kremsmünster
- Krift
- Krühub
- Mairdorf
- Oberburgfried
- Oberrohr (teilweise)
- Pochendorf
- Regau
- Schürzendorf
- Unterburgfried
- Wolfgangstein

### Nachbargemeinden
Zwei der acht Nachbargemeinden liegen im Bezirk Wels-Land (WL), eine im Bezirk Linz-Land (LL), drei im Bezirk Steyr-Land (SE).
| Sattledt (WL)      | Sipbachzell (WL)                            | Kematen an der Krems (LL)                    |
|                    | Kompassrose, die auf Nachbargemeinden zeigt | Rohr im Kremstal (SE)                        |
| Ried im Traunkreis | Wartberg an der Krems                       | Bad Hall (SE) Pfarrkirchen bei Bad Hall (SE) |

### Klima
|                        | Jan  | Feb  | Mär  | Apr  | Mai  | Jun  | Jul  | Aug  | Sep  | Okt  | Nov  | Dez  |   |      |
| Mittl. Temperatur (°C) | −1,2 | 0,1  | 4,3  | 9,2  | 14,4 | 17,3 | 19,3 | 18,7 | 14,1 | 9,2  | 3,7  | −0,1 | ⌀ | 9,1  |
| Mittl. Tagesmax. (°C)  | 1,7  | 3,6  | 8,7  | 14,3 | 19,5 | 22,1 | 24,4 | 23,9 | 19,0 | 13,4 | 6,6  | 2,4  | ⌀ | 13,3 |
| Mittl. Tagesmin. (°C)  | −3,4 | −2,6 | 1,0  | 4,8  | 9,6  | 12,6 | 14,4 | 14,2 | 10,6 | 6,2  | 1,6  | −2,2 | ⌀ | 5,6  |
|                        |      |      |      |      |      |      |      |      |      |      |      |      |   |      |
| Niederschlag (mm)      | 64   | 54   | 83   | 65   | 90   | 114  | 126  | 112  | 89   | 65   | 67   | 73   | Σ | 1002 |
|                        |      |      |      |      |      |      |      |      |      |      |      |      |   |      |
| Luftfeuchtigkeit (%)   | 79,3 | 72,5 | 64,1 | 55,7 | 53,9 | 57,1 | 55,7 | 57,8 | 64,5 | 71,6 | 81,3 | 83,7 | ⌀ | 66,4 |

| −3,4 |

| −2,6 |

| 1,0 |

| 4,8 |

| 9,6 |

| 12,6 |

| 14,4 |

| 14,2 |

| 10,6 |

| 6,2 |

| 1,6 |

| −2,2 |

| −3,4 |

| −2,6 |

| 1,0 |

| 4,8 |

| 9,6 |

| 12,6 |

| 14,4 |

| 14,2 |

| 10,6 |

| 6,2 |

| 1,6 |

| −2,2 |

## Geschichte

### Ortsgeschichte

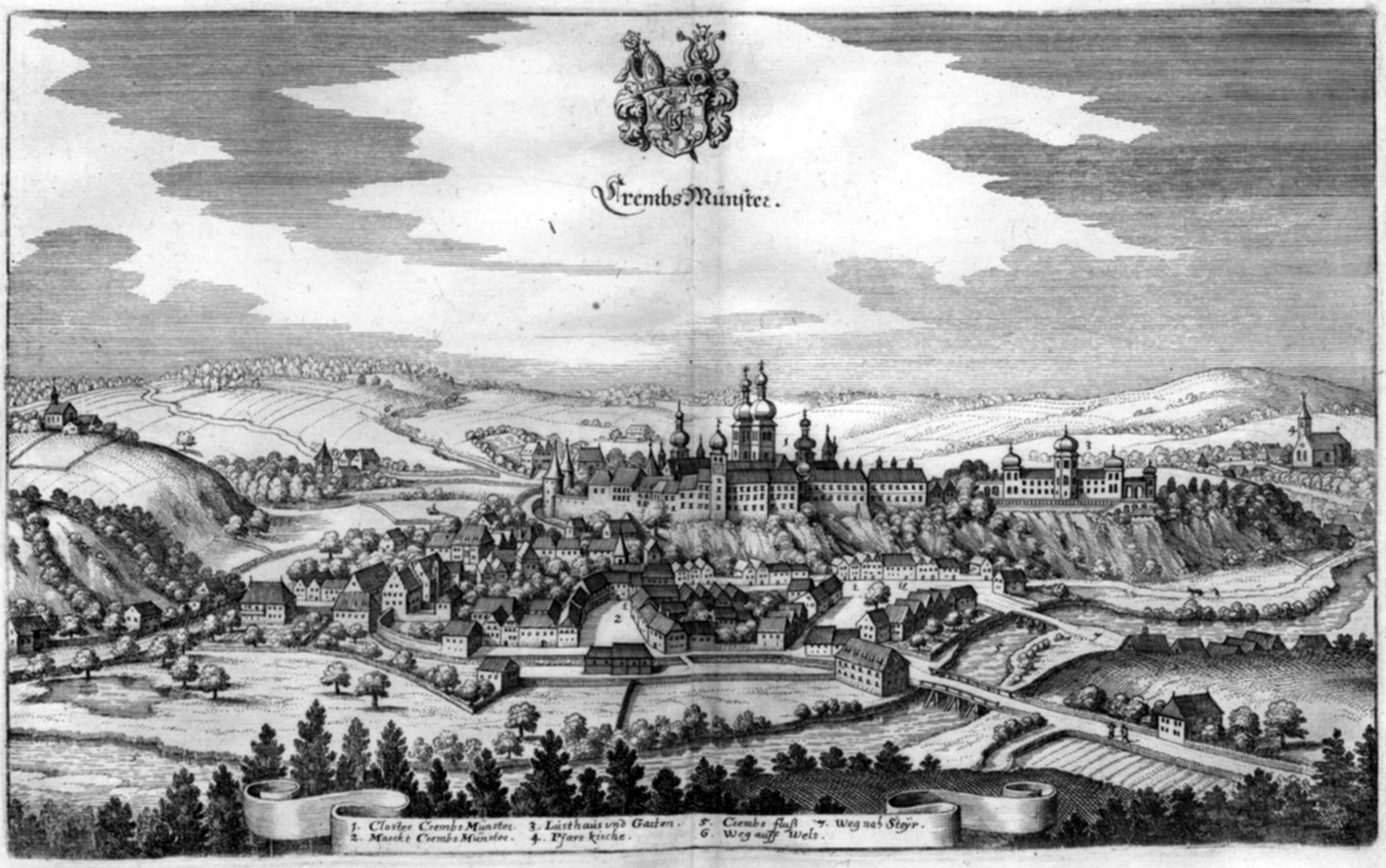
Kremsmünster ca. 1630 aus „Merian“ bzw. auch bei Rolleder (1894 S. 229) – vgl. dazu bei AKON Orts-Ansicht von 1907

Das Benediktinerstift Kremsmünster wurde im Jahr 777 vom Baiernherzog Tassilo III. gegründet. Im Jahr 1299 wird das Dorf Kremsmünster erstmals urkundlich erwähnt. 1489 erhob Kaiser Friedrich III. das Dorf zum Markt. Das Stiftsgymnasium erhielt 1549 das Öffentlichkeitsrecht und zählt zu den traditionsreichsten Lehranstalten Österreichs. Die  Sternwarte des Stiftes Kremsmünster wurde 1748 bis 1759 errichtet. Das Gebäude – der Mathematische Turm – gilt als das erste Hochhaus Europas.
Der zwei Kilometer südlich des Stifts gelegene Gusterberg (488 m) wurde 1817 zum Fundamentalpunkt (Koordinatenursprung) der oberösterreichischen und böhmischen Landesvermessung gewählt. Daneben stand der Baum mitten in der Welt (neu gepflanzt 1916), von dem man in alle Richtungen fast 100 km Fernsicht hat. In der Nähe wurde um 2005 eine Aussichtswarte errichtet.
Auf dem Gebiet der heutigen Marktgemeinde Kremsmünster wurden 1850 fünf selbständige Ortsgemeinden gegründet, die 1879 in die zwei Gemeinden Kremsmünster-Land und Kremsmünster-Markt überführt wurden.
1910 wurde in Kremsmünster das erste Elektrizitätswerk gebaut.
1938 erfolgte der Zusammenschluss der zwei Ortsgemeinden Kremsmünster-Markt und Kremsmünster-Land zur Marktgemeinde Kremsmünster.

### Einwohnerentwicklung
1991 hatte die Gemeinde laut Volkszählung 5.963 Einwohner; 2001 dann 6.450 Einwohner, davon 811 Ausländer (12,6 %). Die Zunahme entspricht einem Plus von 7,9 % gegenüber 1991 bei etwa 200 Nebenwohnsitzen. Bis 2011 gab es nur ein leichtes Wachstum auf 6.458 Personen, da die negative Geburtenbilanz die positive Wanderungsbilanz fast aufhob. Bis zum Jahr 2018 wuchs die Gemeinde wieder stärker auf 6.585 Bewohner.

## Kultur und Sehenswürdigkeiten
- Stift Kremsmünster: Das Benediktinerstift wurde im Jahre 777 durch den Baiernherzog Tassilo III. aus dem Geschlecht der Agilolfinger gegründet und besteht ununterbrochen seit über 1200 Jahren (abgesehen von der Aufhebung durch das NS-Regime 1940 bis 1945). Das Stift besitzt kostbare Sammlungen, wie die Gemäldegalerie, wie die Kunst- und Wunderkammer mit dem berühmten Tassilokelch. Das Stift führt das Stiftsgymnasium Kremsmünster, das bereits seit 1549 besteht.
- Gunthergrab in der Stiftskirche: Das Gunthergrab, ein Kenotaph aus weißer Nagelfluh, wird von einer Deckplatte mit der Figur des toten Gunther gekrönt und befindet sich im Läuthaus der Stiftskirche. Die Deckplatte stammt aus der Zeit vor 1304 und stellt Gunther, den sagenhaften Sohn des Bayernherzogs Tassilo III. dar, der der Gründungslegende des Kremsmünsterer Stifts zufolge in den Wäldern an der Krems bei der Jagd von einem wilden Eber tödlich verwundet wurde. Zu Füßen des auf einem Kissen ruhenden und in romanisches Röhrengewand gehüllten Gunther ruhen der Eber, mit einer Lanze im Leib, und der Jagdhund Gunthers, der ihn aufgespürt haben soll. Besonders bemerkenswert ist vor allem die kräftige Farbfassung, die gut erhalten ist.
- Stiftsbibliothek Kremsmünster: Die Bibliothek gehört mit einer Länge von 65 m und ca. 160.000 Bänden, davon zahlreiche Handschriften und Inkunabeln, zu den größten Bibliotheken Österreichs.
- Sternwarte Kremsmünster: errichtet von 1749 bis 1758; die Sternwarte, auch der 'Mathematische Turm' genannt, ist das erste Hochhaus Europas.[5] Sie beherbergt die älteste feste Wetterstation Europas. Es wirkte hier u. a. der Astronom Placidus Fixlmillner.
- Fischkalter: fünf prunkvolle Wasserbecken mit Fischzucht – umgeben von Säulengängen, erbaut von Carlo Antonio Carlone (1692) und Jakob Prandtauer (1717), bilden eigene Höfe im Stift.

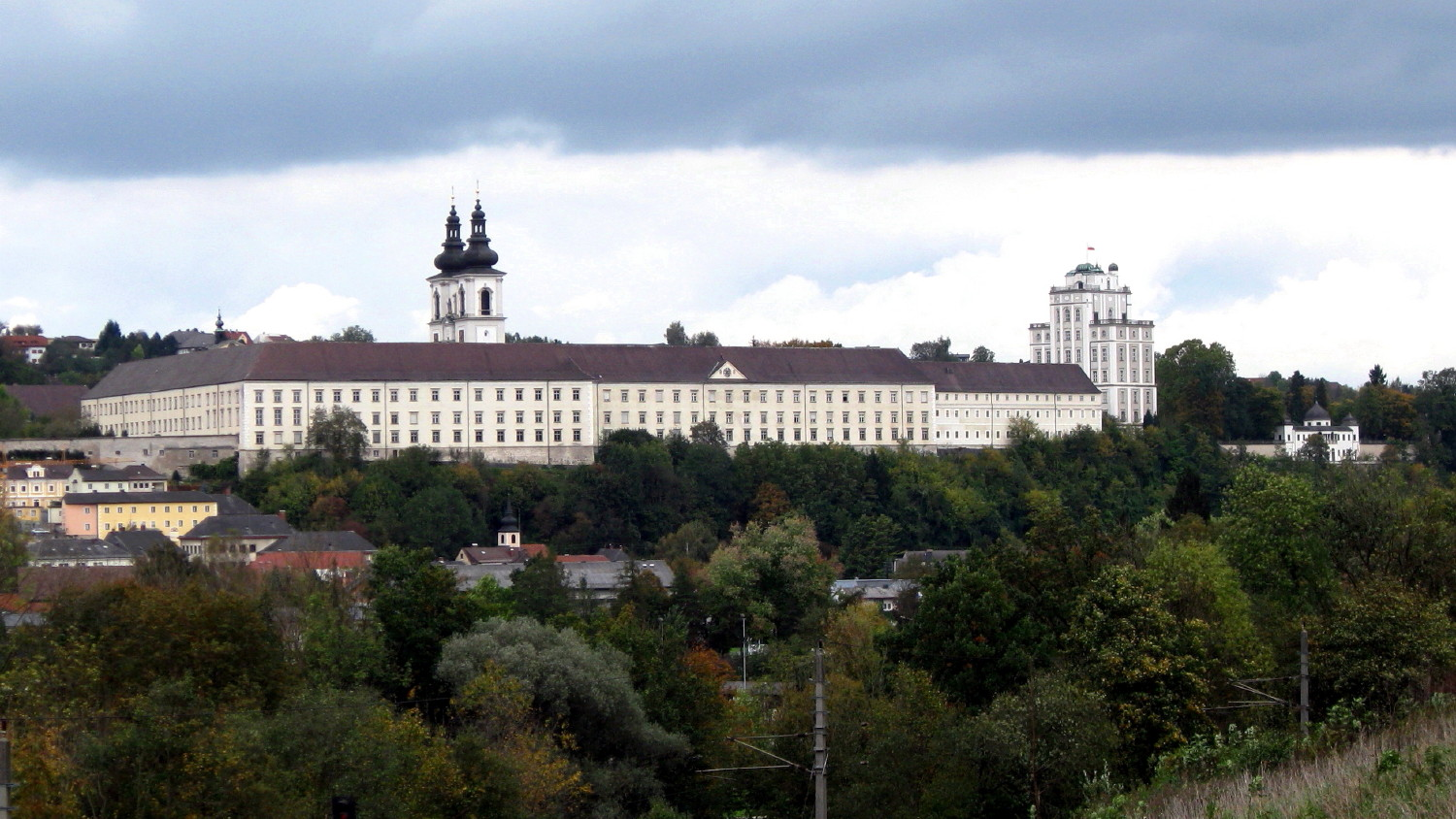
Das Stift von Süden
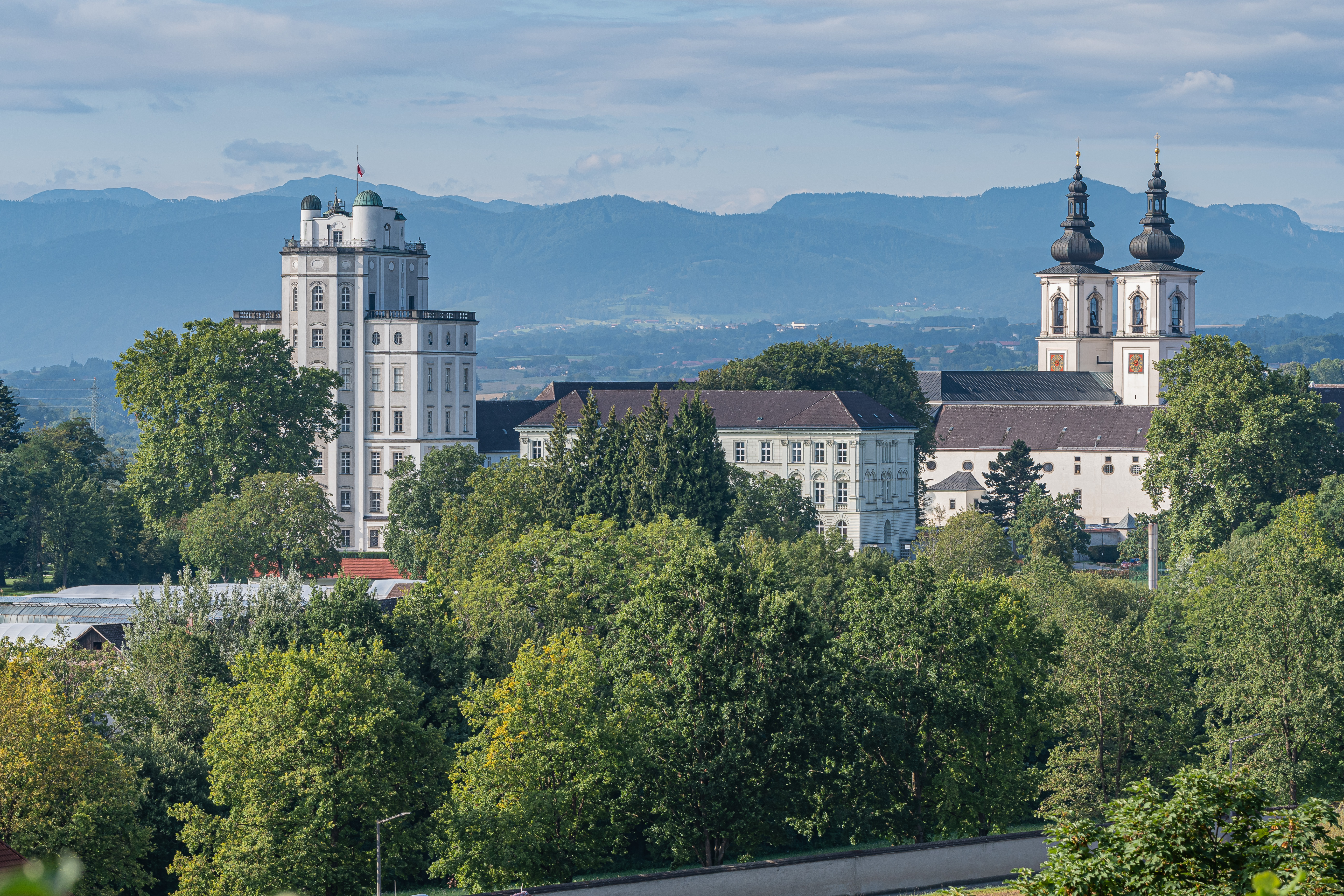
Stift Kremsmünster vom Kirchberg
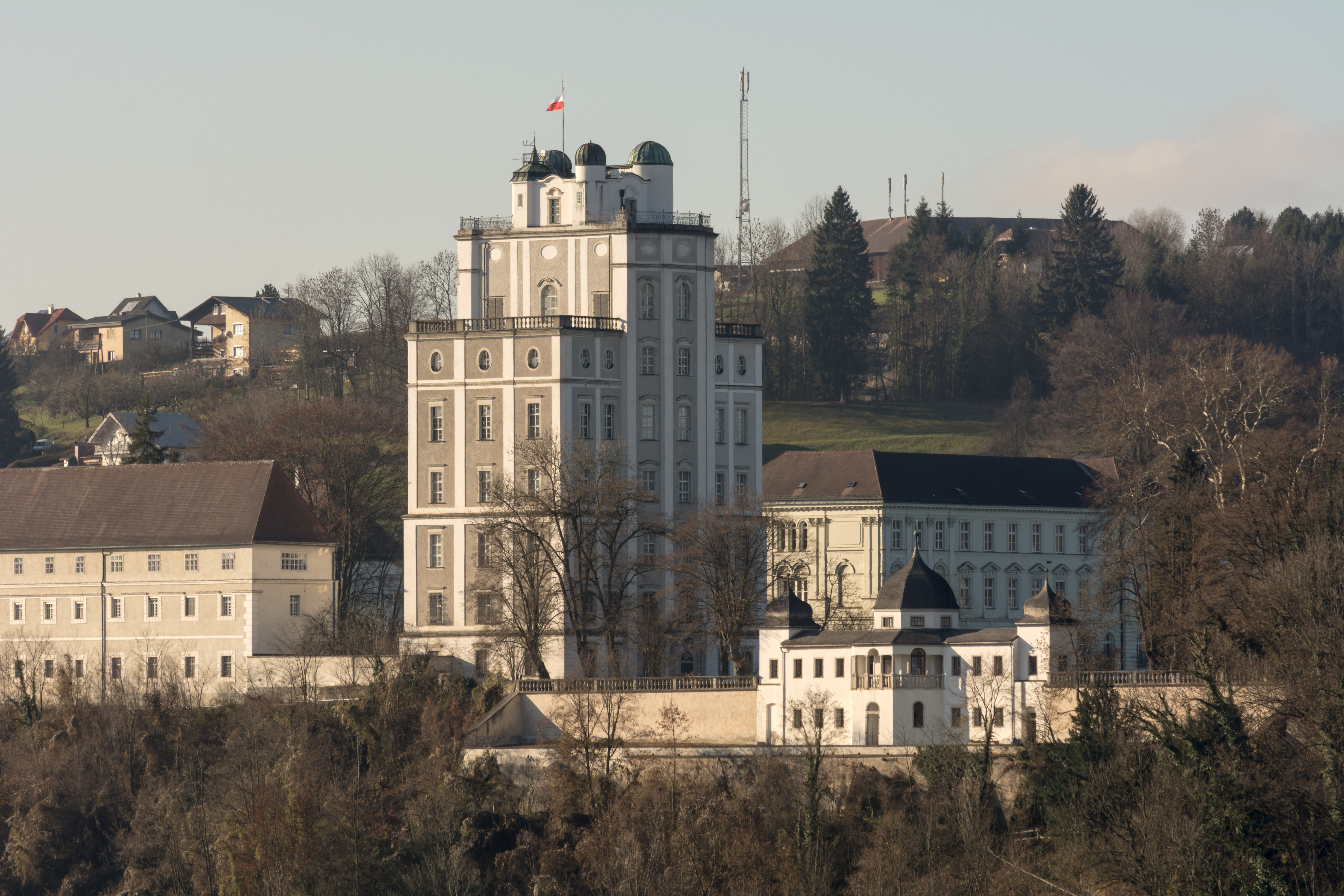
Stift mit Sternwarte von Südost
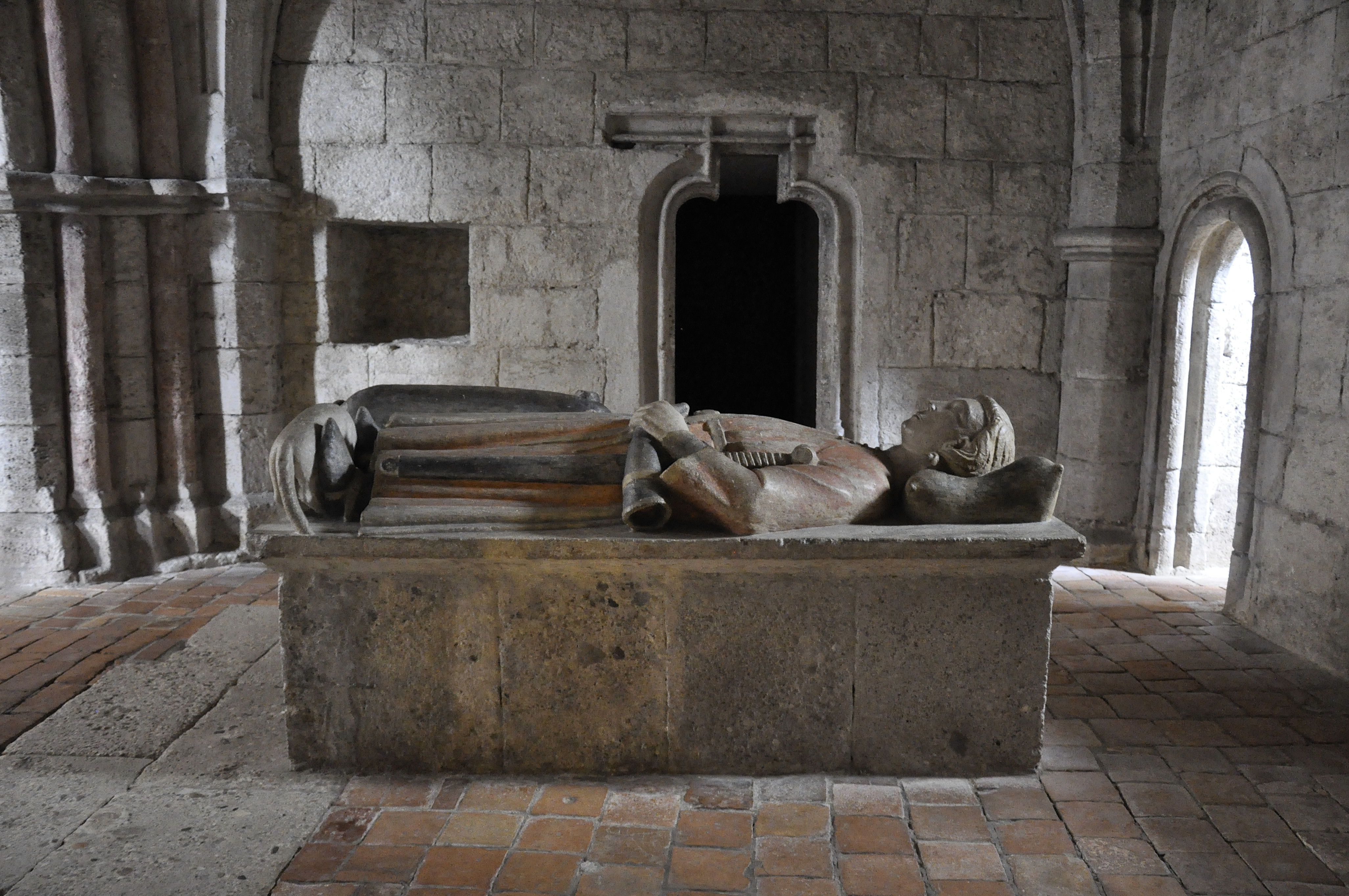
Gunthergrab im südlichen Läuthaus
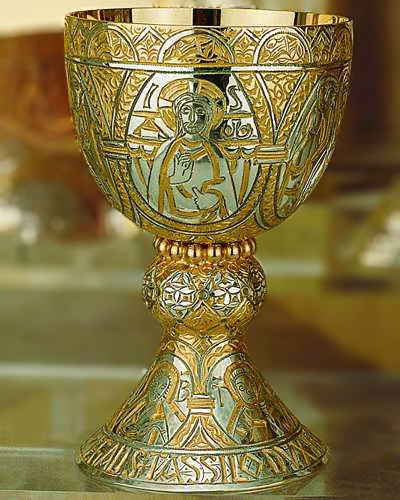
Tassilokelch
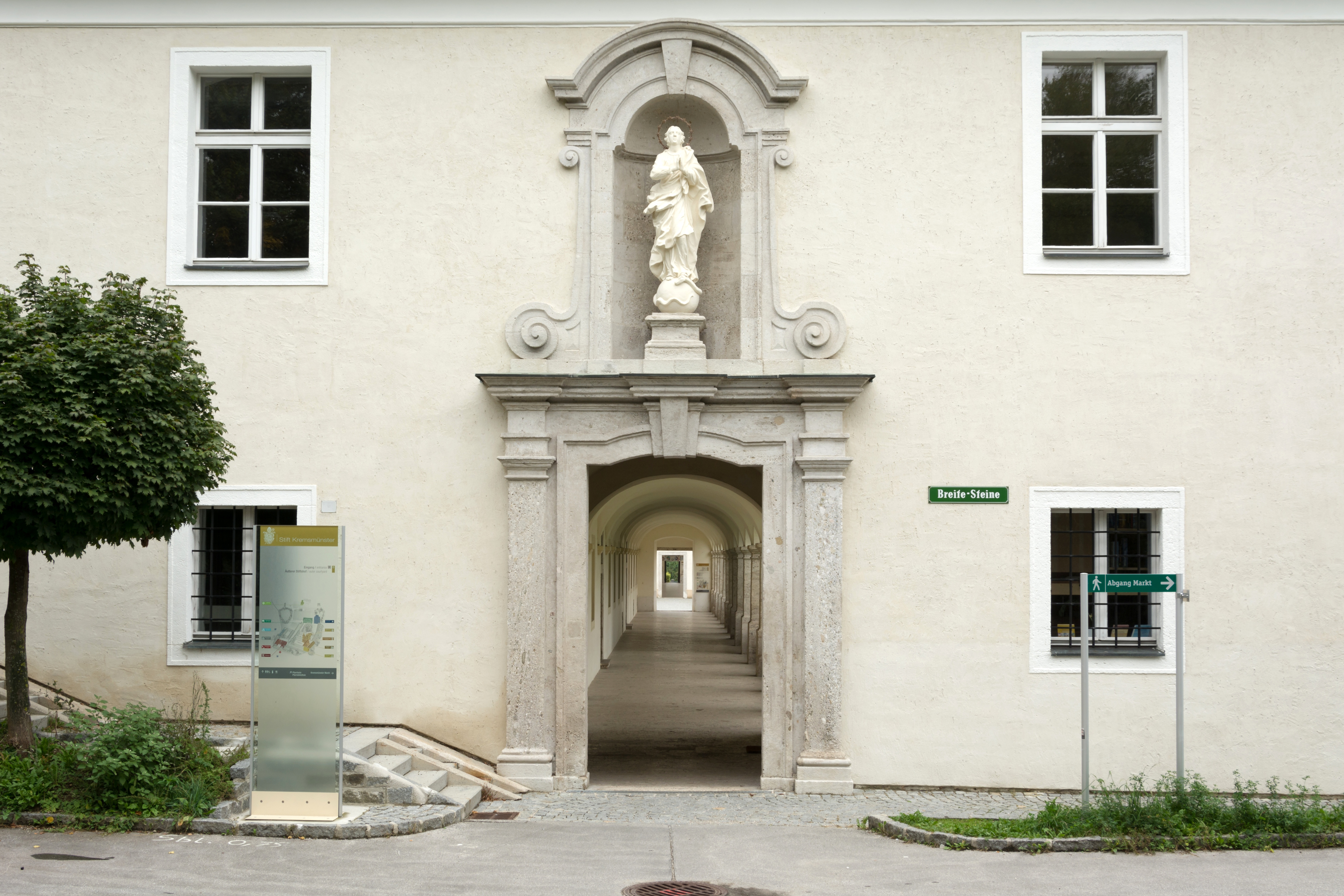
Riedergang
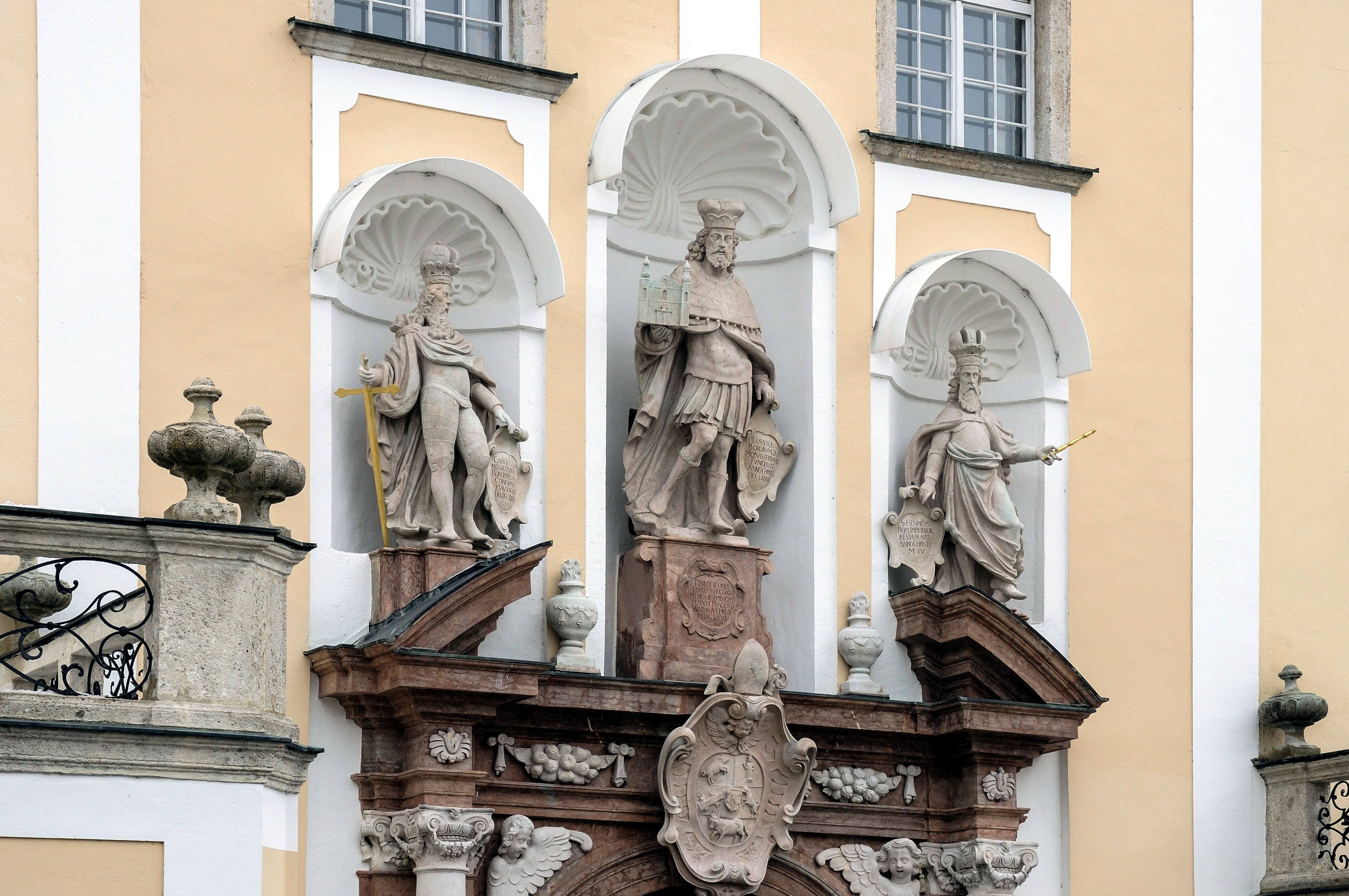
Der Stifter und die Herrscher seiner Zeit
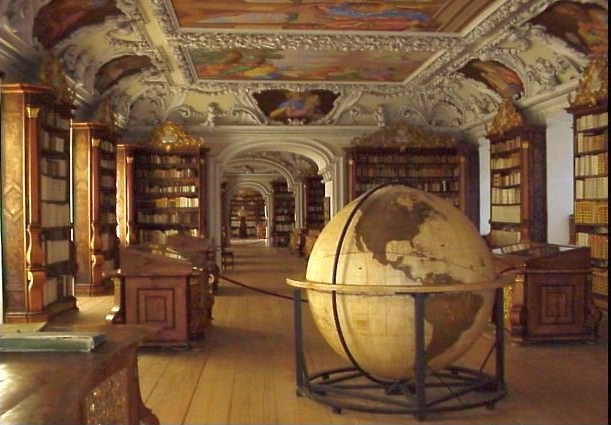
Stiftsbibliothek
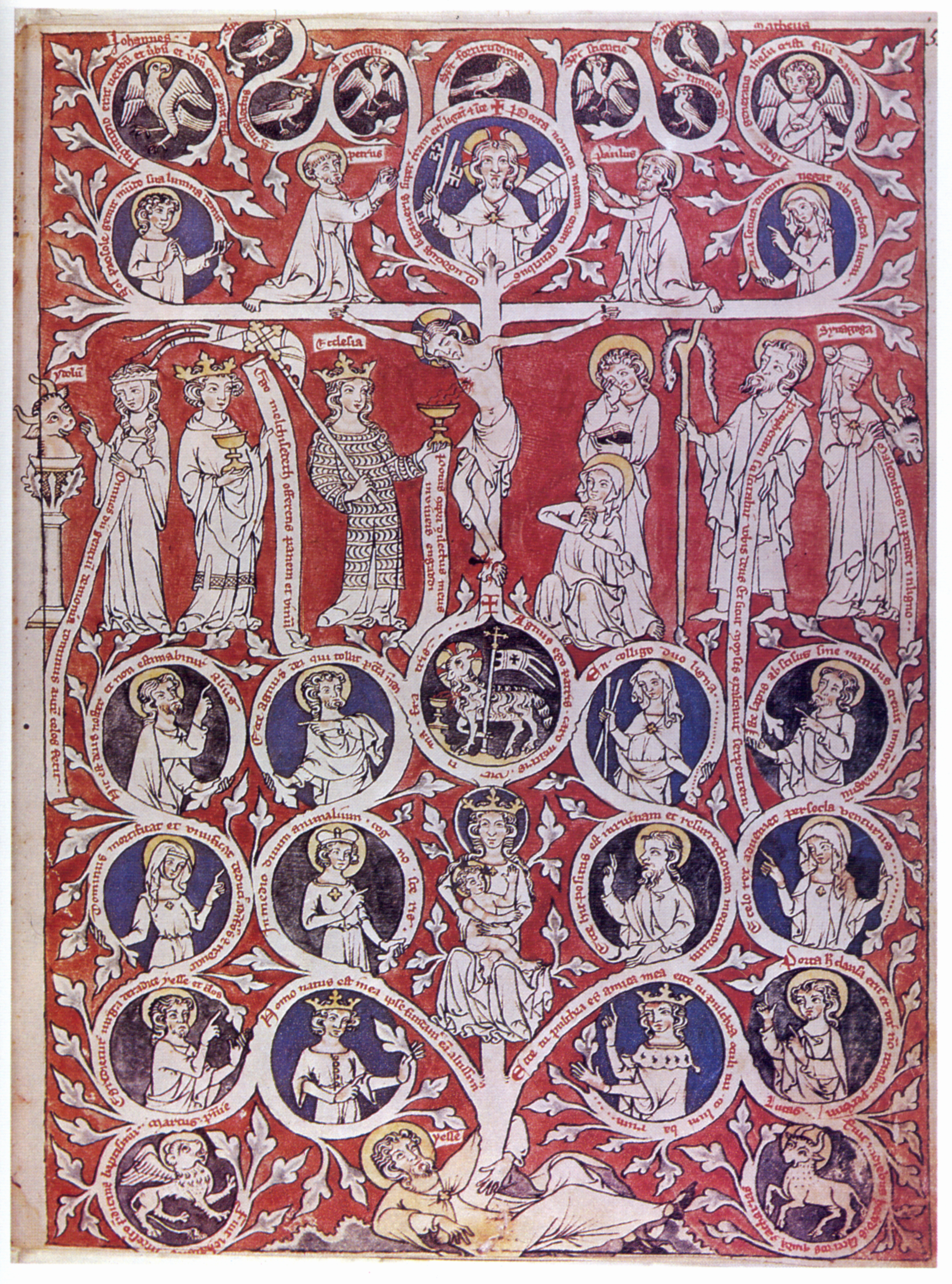
Codex Cremifanensis 243
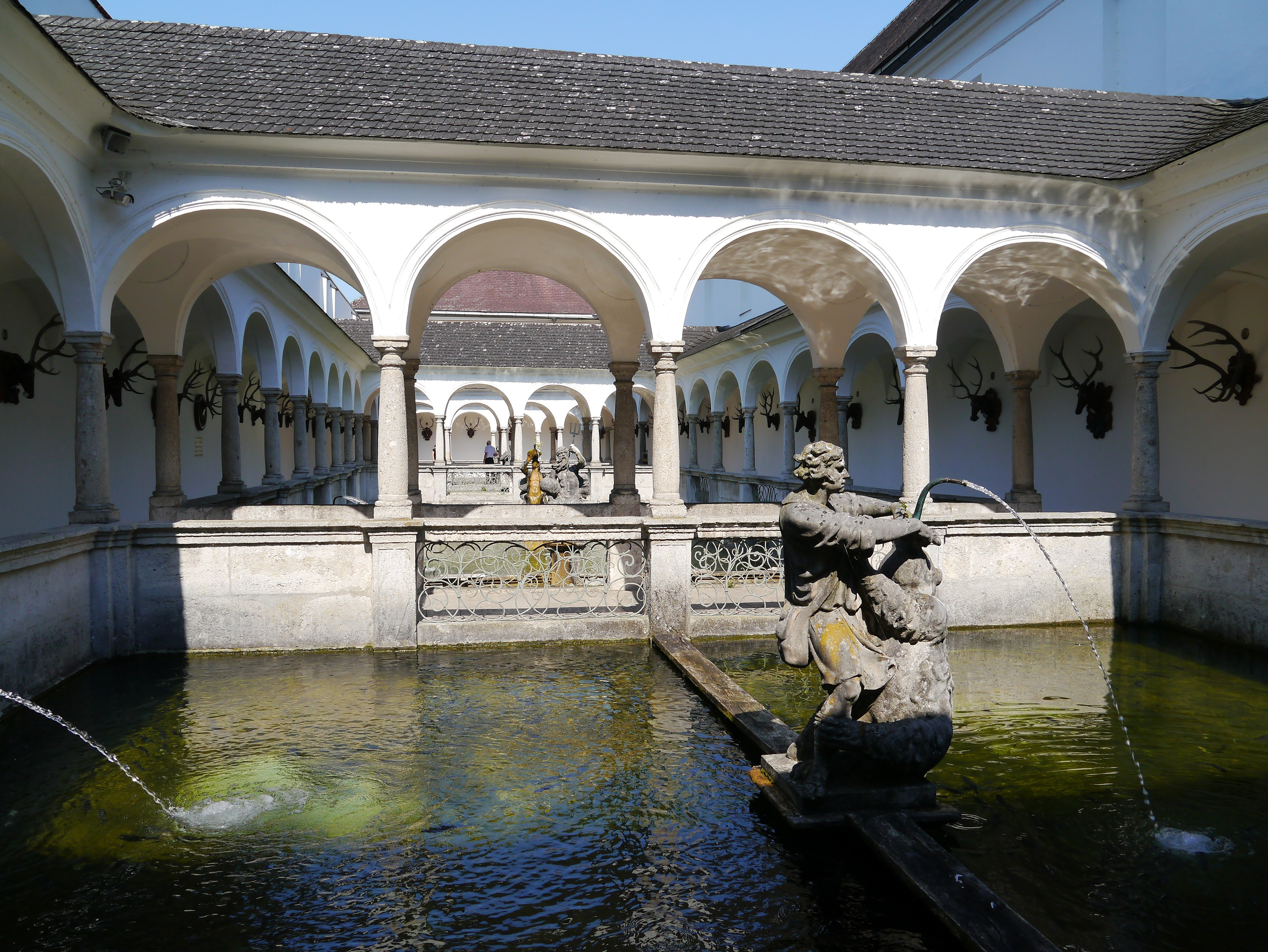
Fischkalter

- Kaplaneikirche Kirchberg: Frührokokobau von 1753/54, eine der schönsten Rokokokirchen des Landes
- Kalvarienbergkirche Kremsmünster: barock, 1736–1738 von Johann Michael Prunner erbaut, Altargemälde von Bartolomeo Altomonte
- Wallfahrtskirche Heiligenkreuz: 1687–1690 von Carlo Antonio Carlone erbaut
- Schloss Kremsegg: Musikinstrumentenmuseum
- Bürgerhäuser: besonders in der Herrengasse
- Marktrichterhaus
- Theater am Tötenhengst beherbergt Österreichs älteste aktive Laienbühne
- Schacherteiche: Die Teiche (früher auch Schachenteiche) liegen 3 km nördlich von Kremsmünster im Schachenwald. Sie wurden im Jahre 1555 zur Entwässerung der sumpfigen Gegend angelegt. Das Gebiet um die Schacherteiche gehört zum Europaschutzgebiet „Untere Traun“.
- Wohnturm Sunnegg

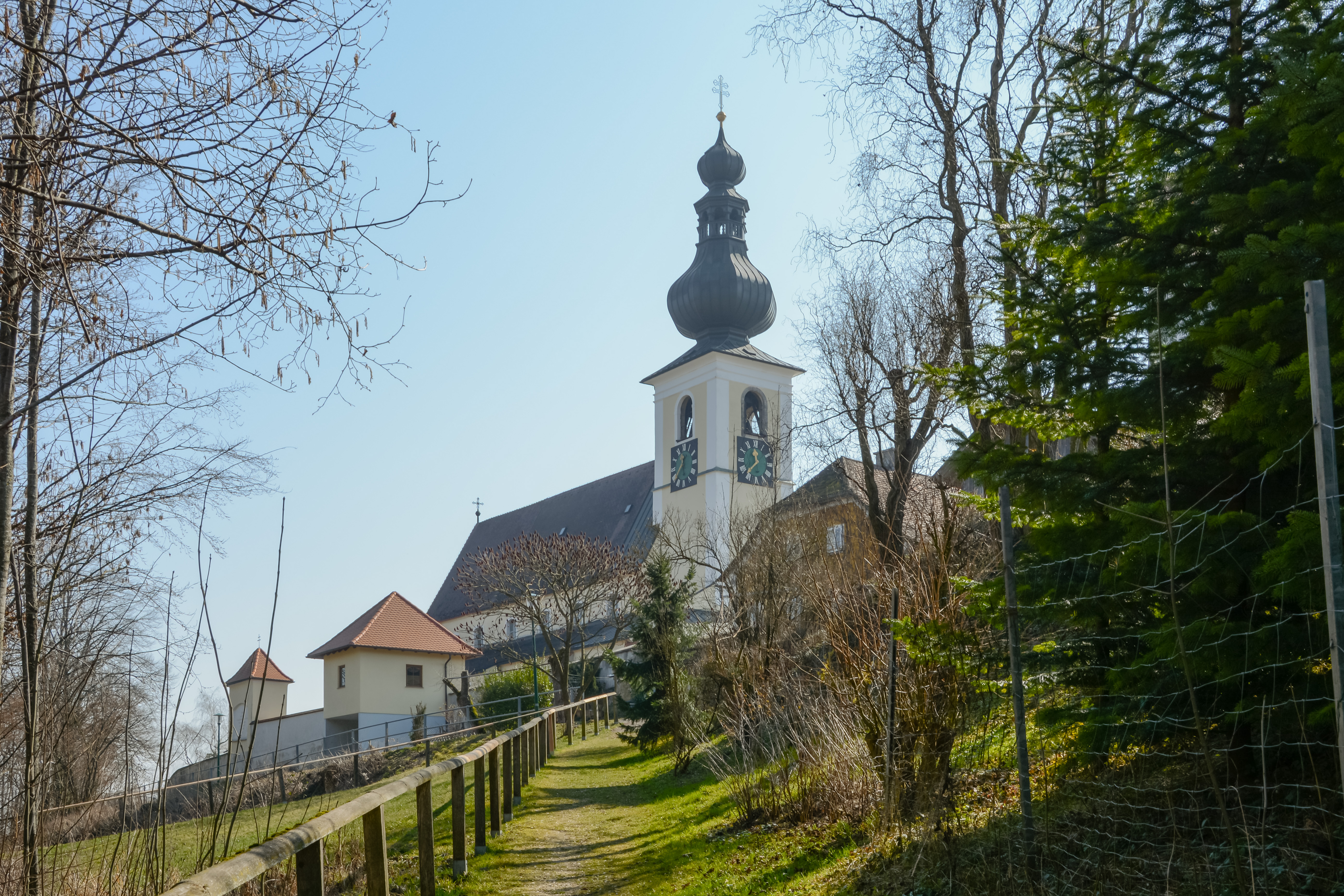
Sankt Stefan am Kirchberg
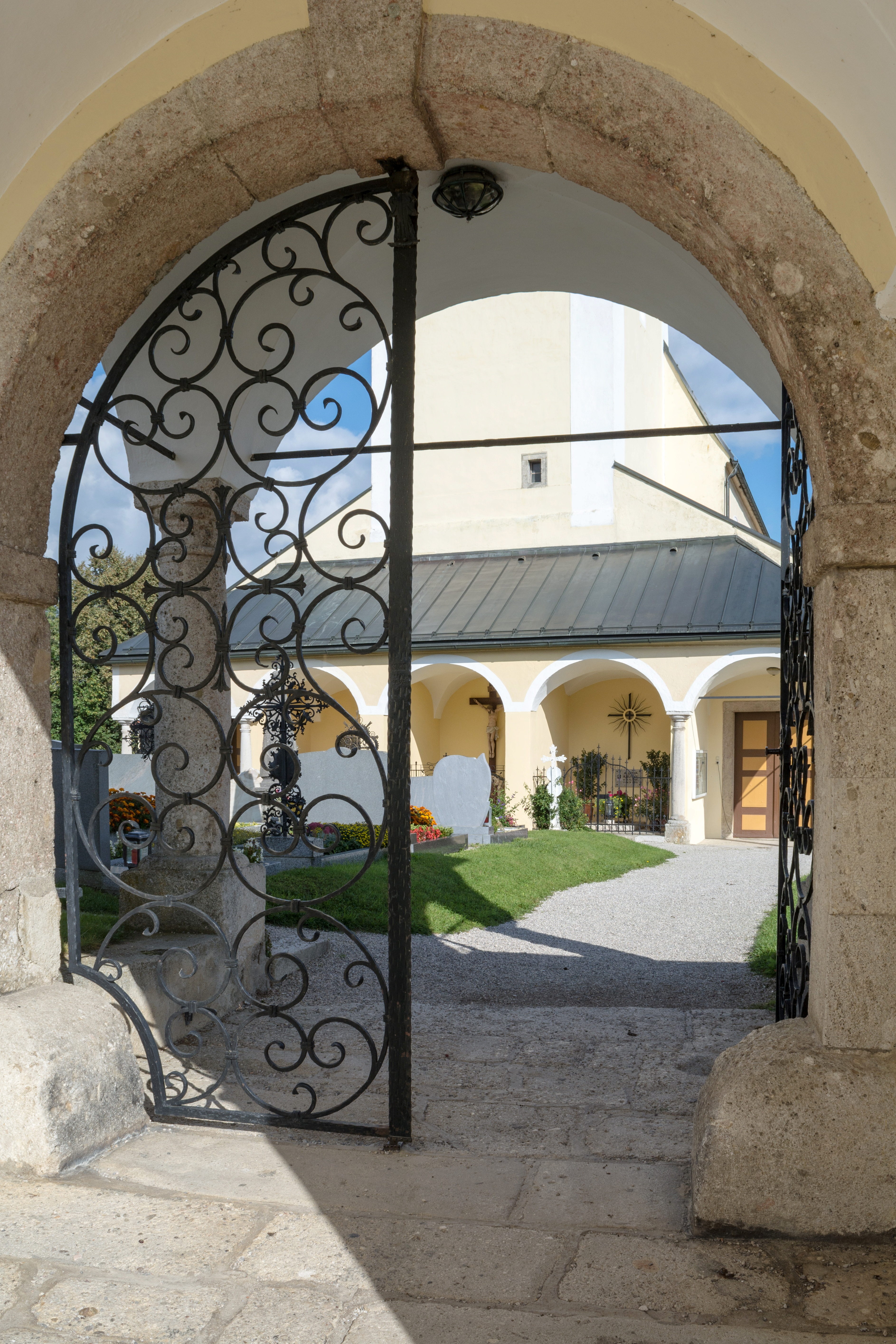
Portal zu Friedhof und Kirche
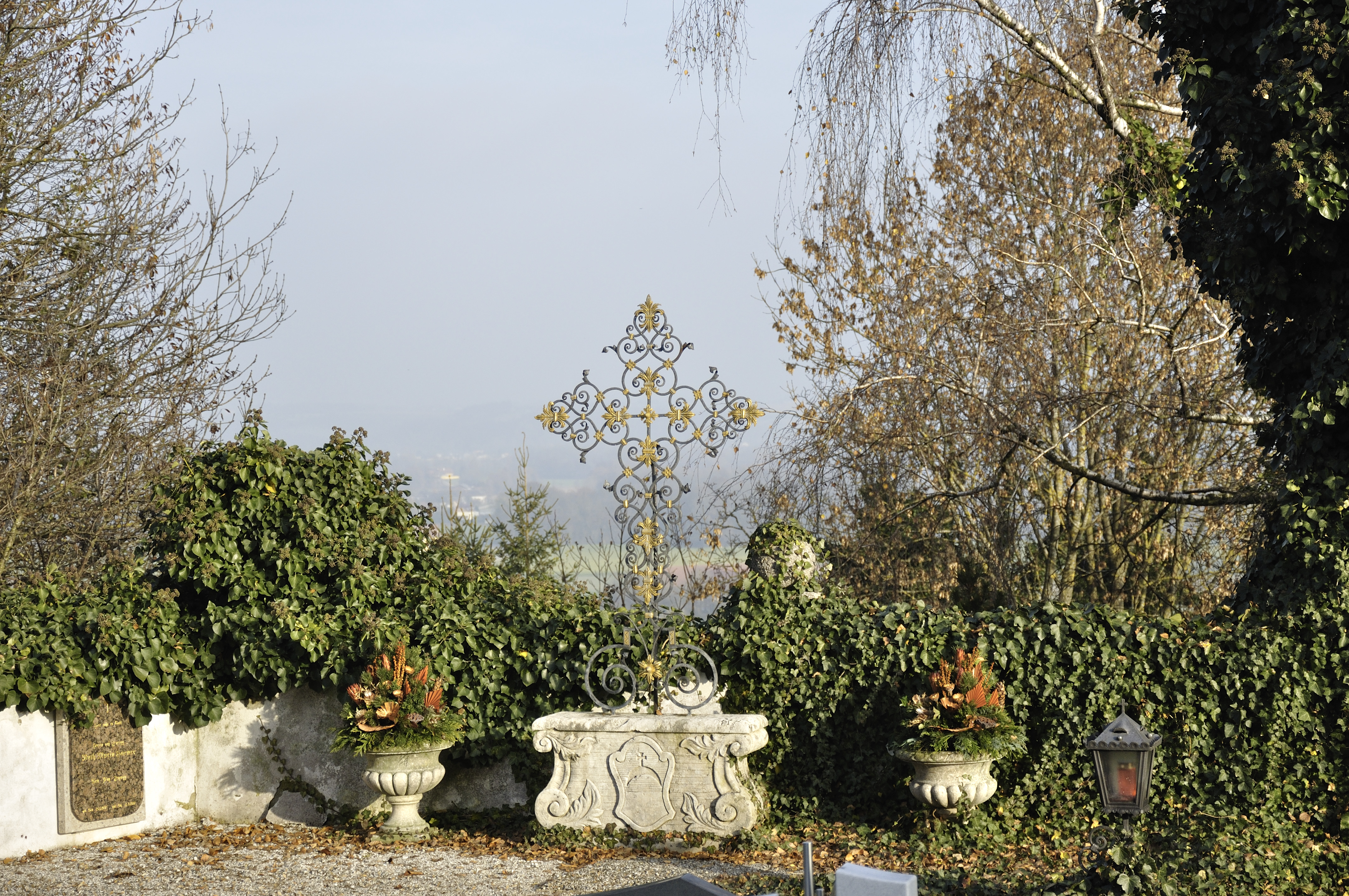
Grabanlage Kirchberg
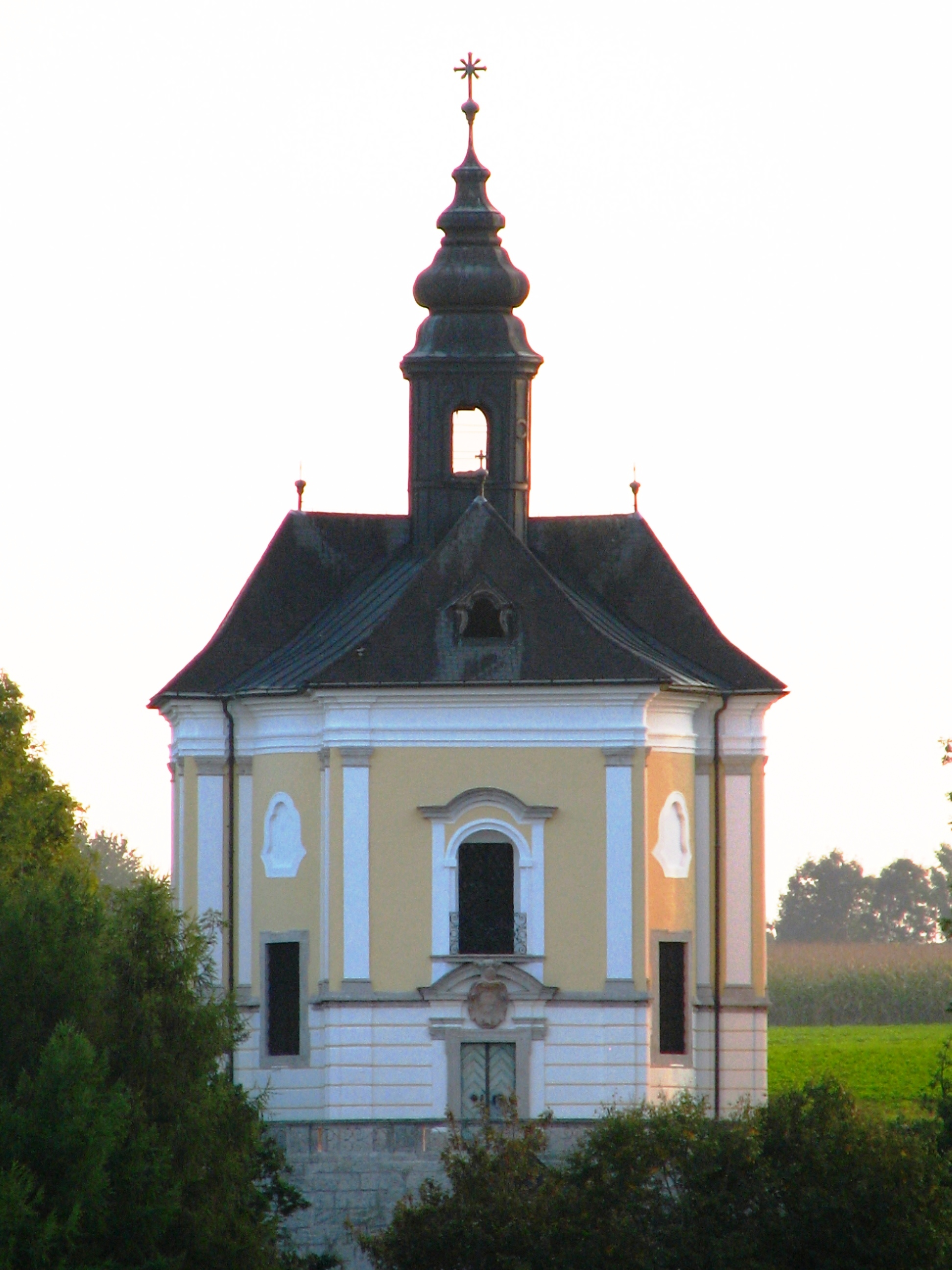
Kalvarienbergkirche
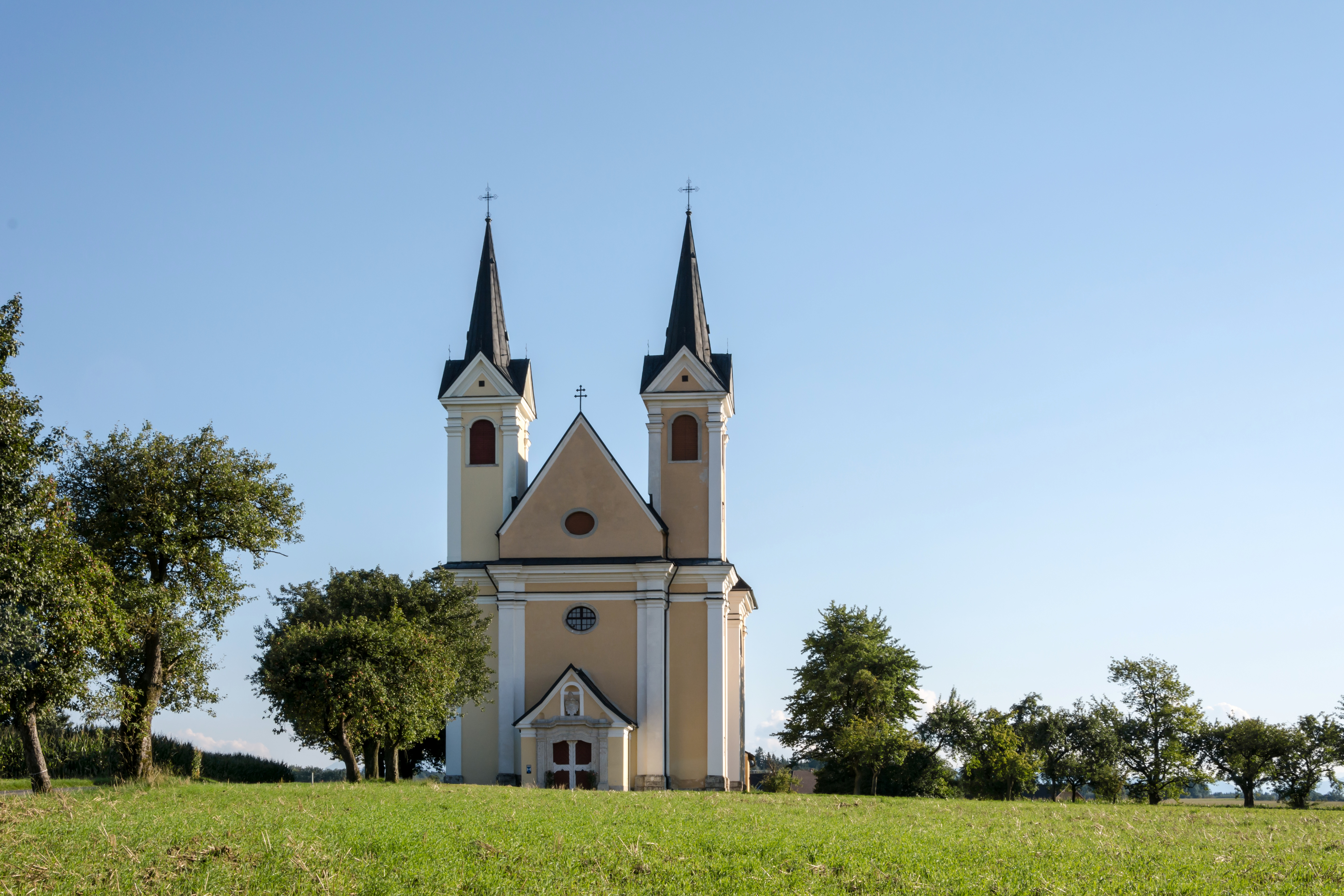
Wallfahrtskirche Heiligenkreuz
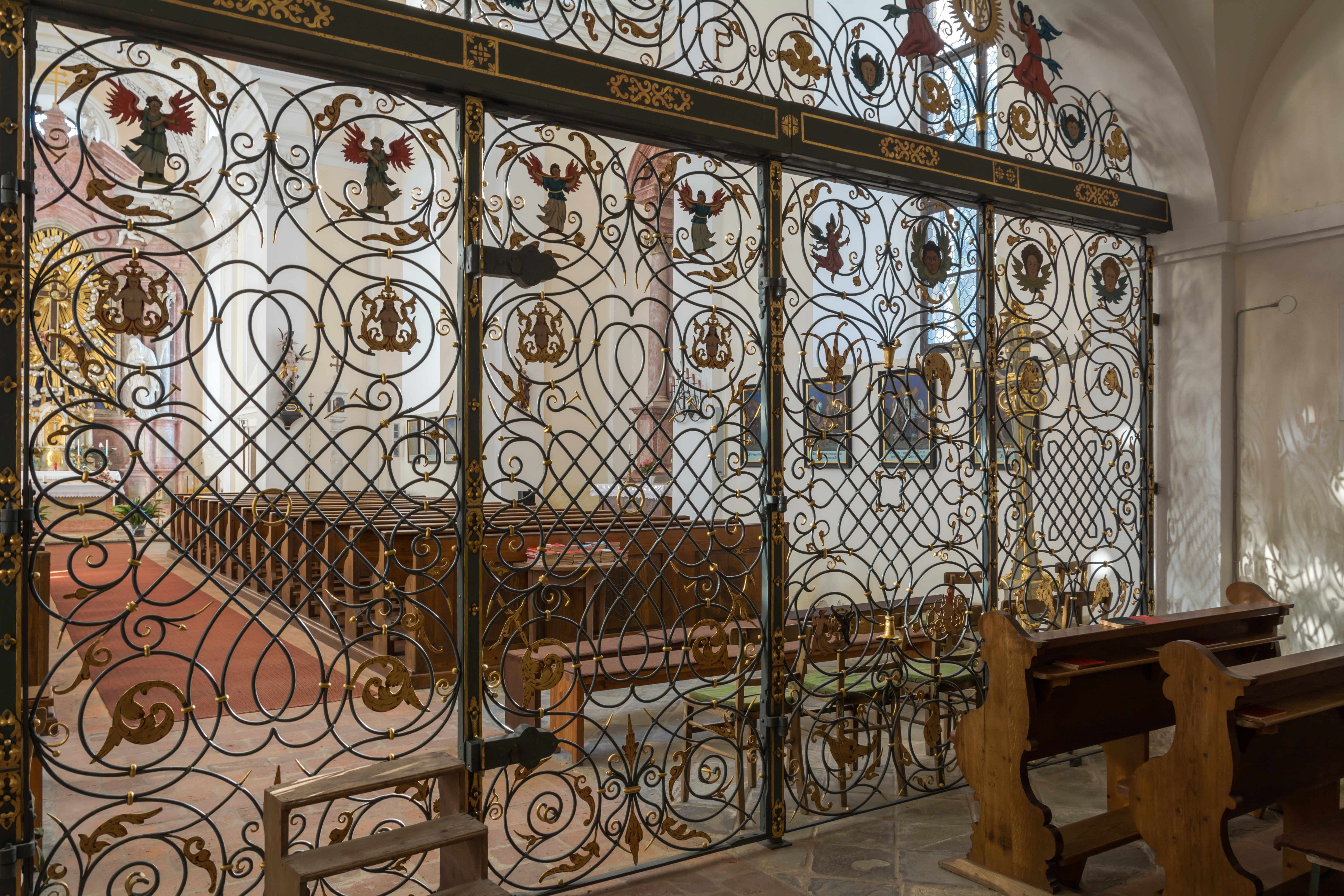
Vorhallengitter in Heiligenkreuz
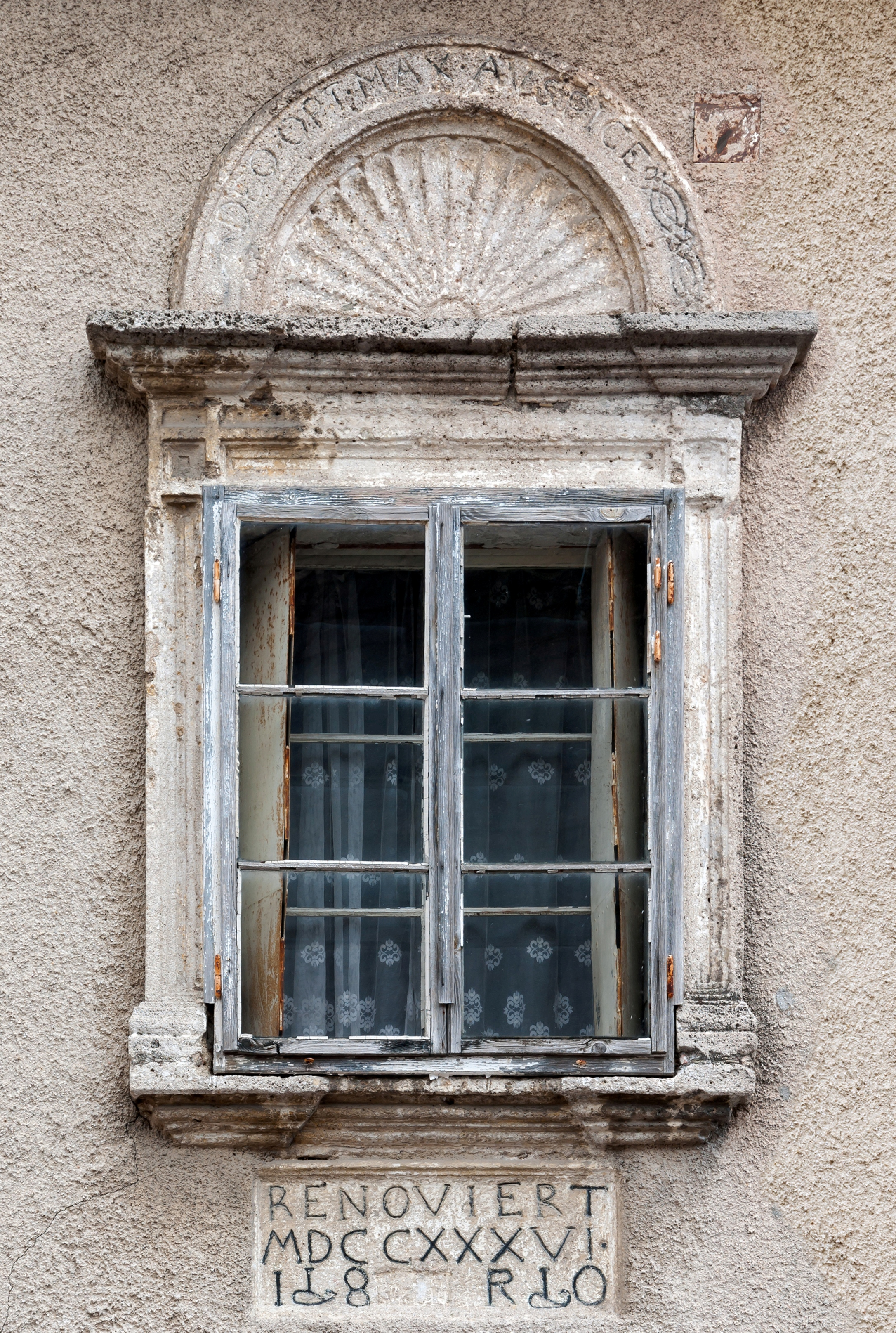
Fenster Herrengasse 2
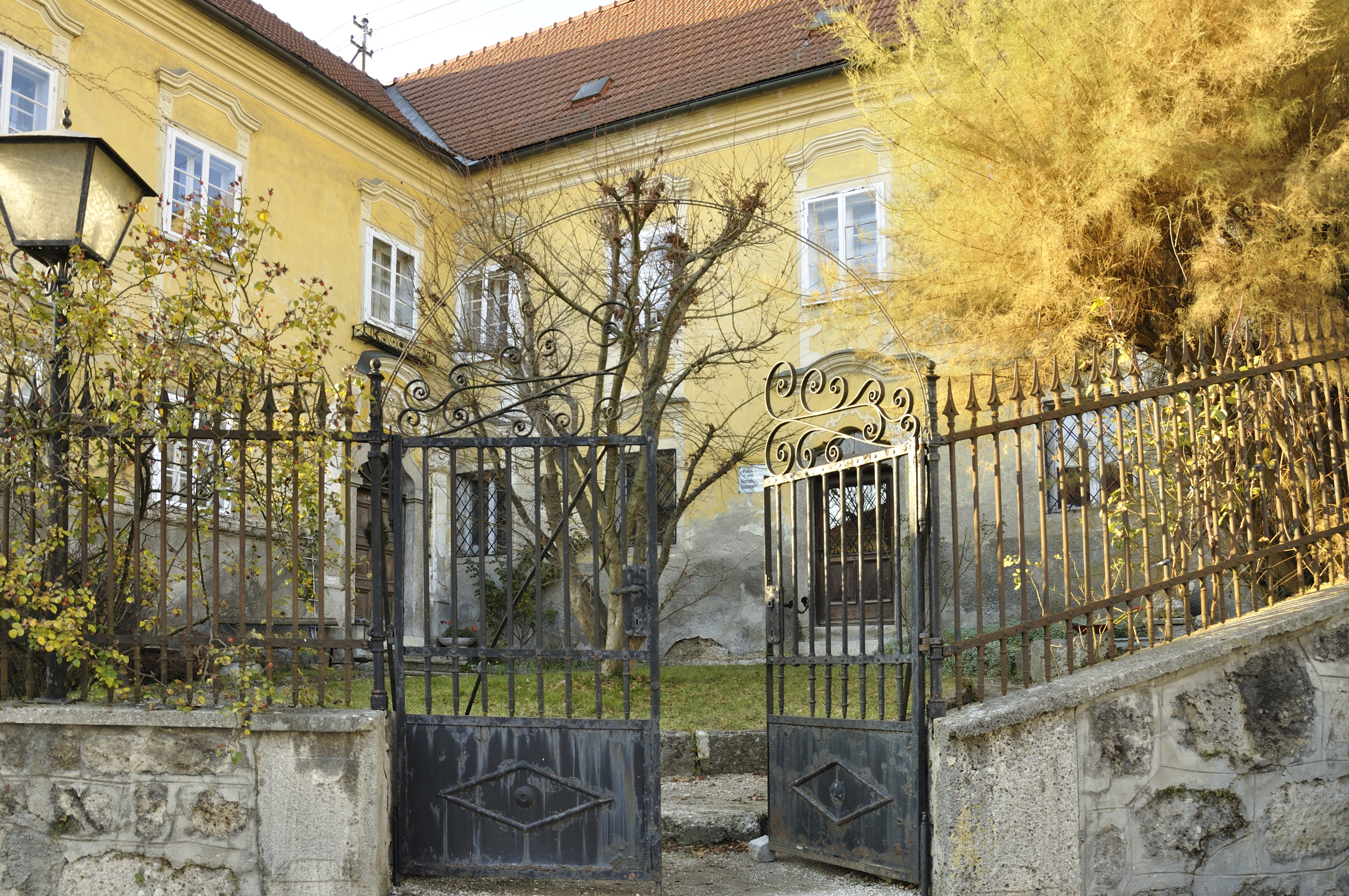
Herrengasse 11
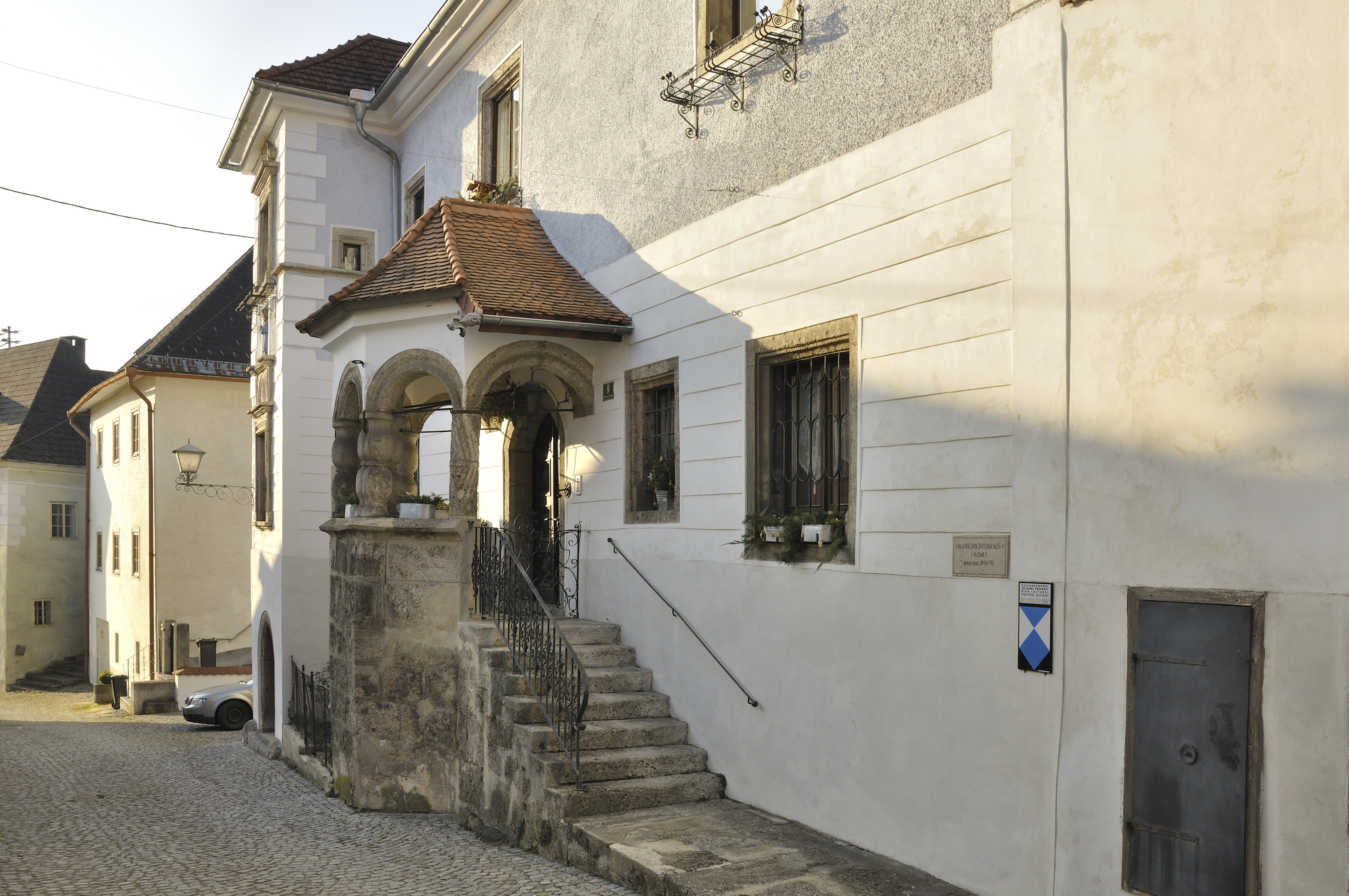
Marktrichterhaus Herrengasse 9
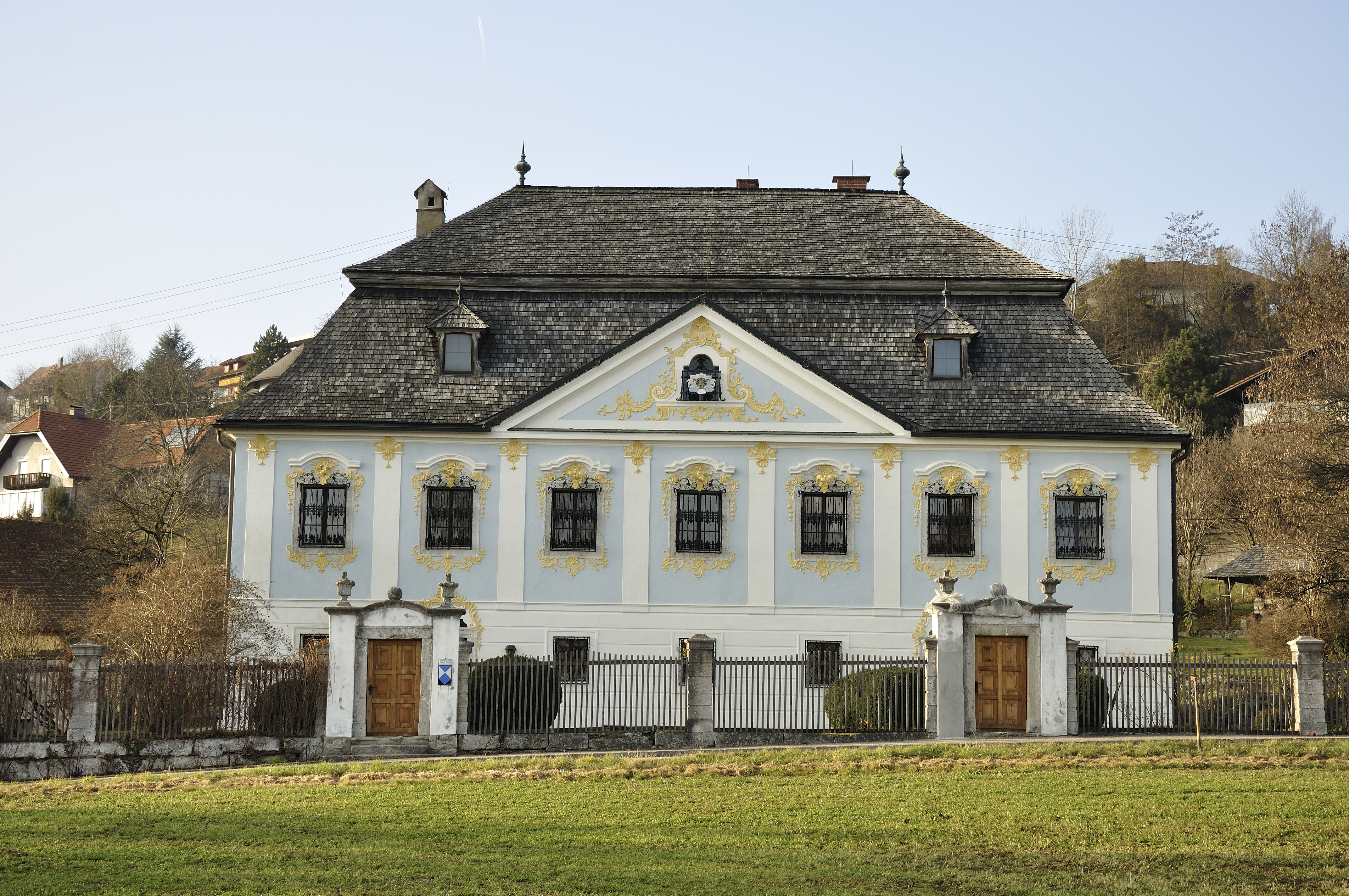
Das Blaue Haus
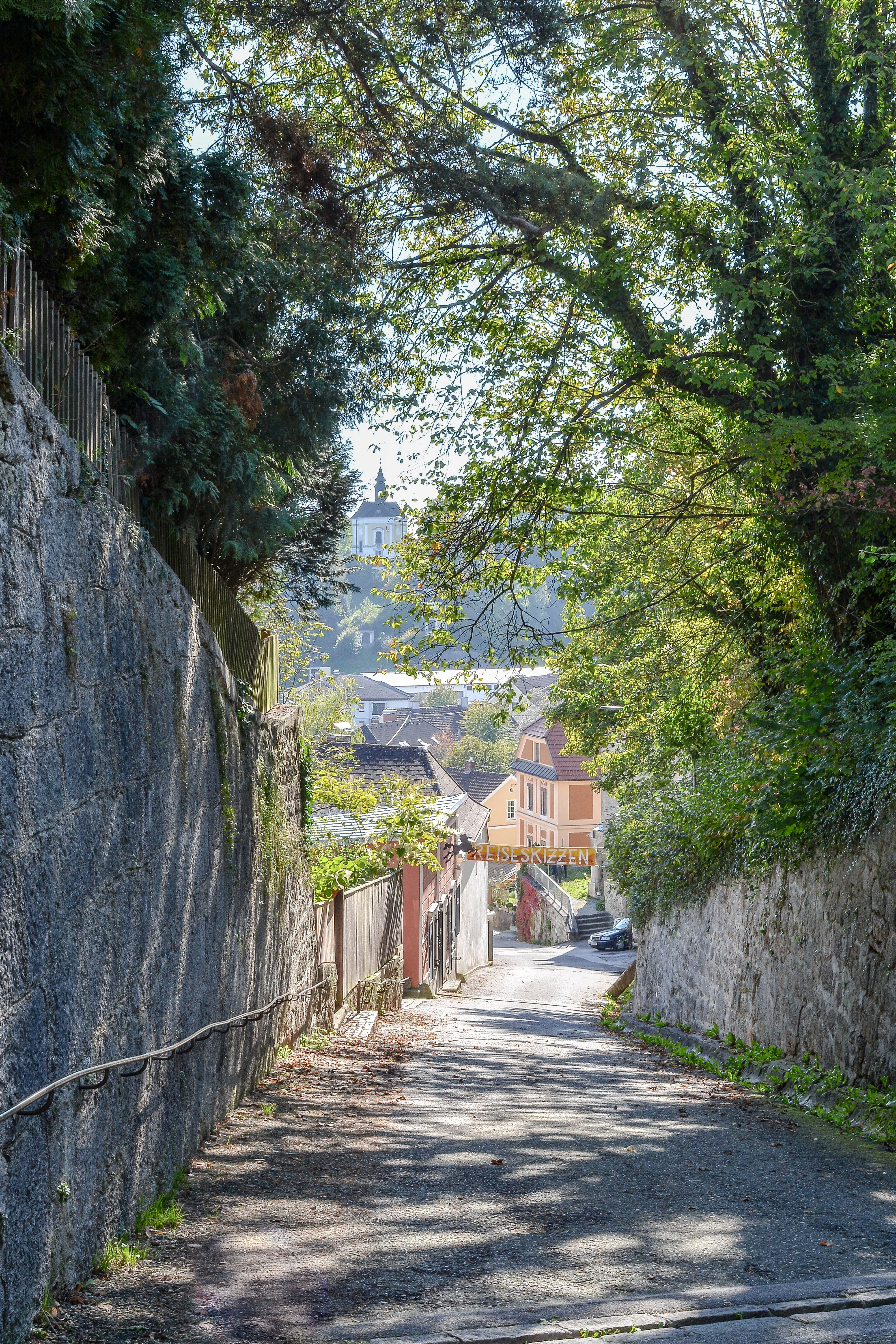
Der Tötenhengst
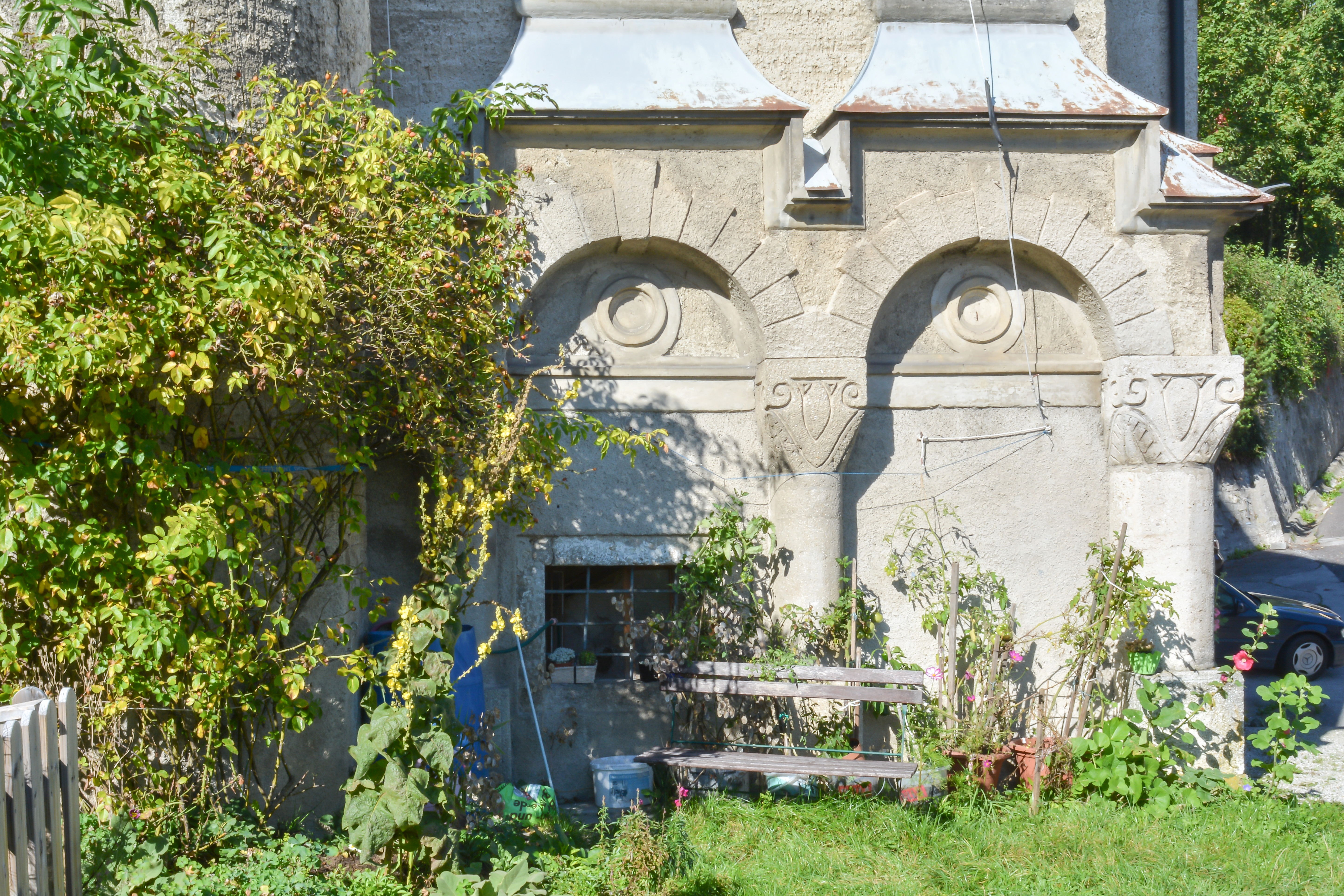
Theater am Tötenhengst
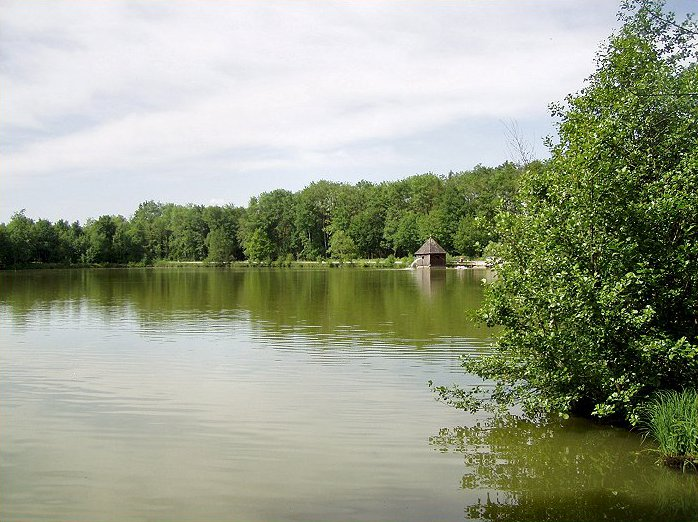
Großer Schachenteich
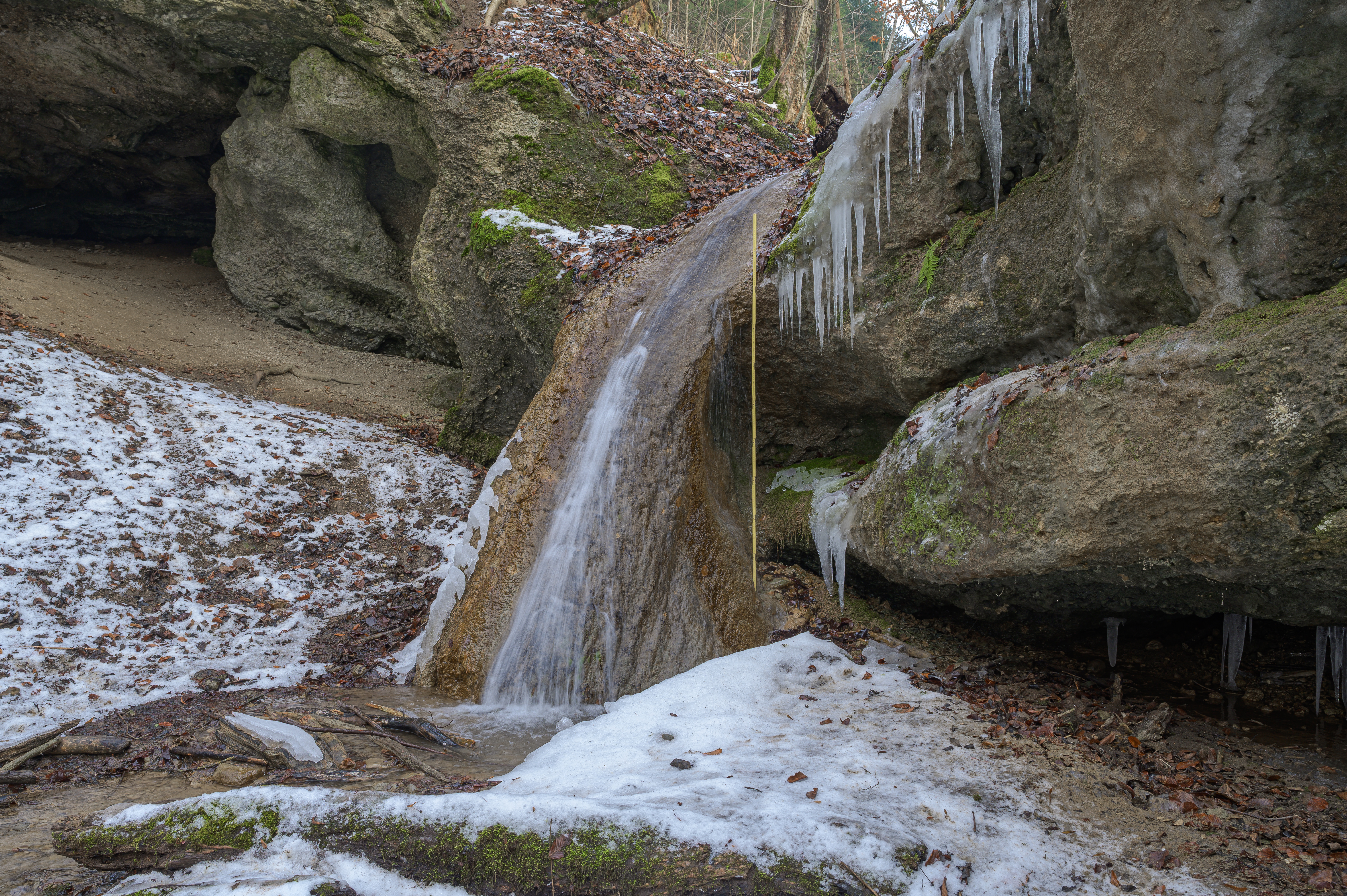
Sinternase Teufelshöhlen

## Wirtschaft und Infrastruktur

### Unternehmen
- Greiner Holding: Die Holding hat ihren Sitz und ihre Produktionsstätten (v. a. Kunststoff) in Kremsmünster. Sie hat weltweit über 10000 Mitarbeiter und verzeichnet einen Jahresumsatz von über 1.500 Millionen Euro.
- Eurofoam
- Vetropack: 1993 übernimmt der internationale Verpackungsglashersteller Vetropack die Glashütte Lutzky Glas. Drei Schmelzwannen unterschiedlicher Glasfarbe ermöglichen eine Tagesproduktion von 670 Tonnen.[6] Am 13. August 2016 übernahm nach einem Stromausfall die Feuerwehr die Notkühlung der 1400 °C heißen Schmelzbäder.[7]

### Verkehr
- Bahn: Kremsmünster liegt an der Pyhrnbahn von Linz nach Selzthal (mit Anschluss Richtung Graz). In Kremsmünster halten Regionalzüge und Regionalexpress-Züge. Die Fahrt nach Linz dauert üblicherweise zwischen 30 und 40 Minuten, nach Selzthal zwischen 1:10 und 1:30 Stunden. Kremsmünster dient auch als Umsteigepunkt von ÖV-Bus oder Auto (20 km) ab Wels zur Pyhrnbahn in Richtung Süden, also Selzthal und weiter nach Graz.

- Straße: Kremsmünster liegt an der Voralpen Straße (B122) und an der Kremstal Straße (B139) sowie in der Nähe der Pyhrnpass Straße (B138). Die nächstgelegenen Autobahnen sind die West Autobahn A1, die Pyhrn Autobahn A9 und die Innkreis Autobahn A8; die nächste Anschlussstelle, der Knoten Voralpenkreuz in Sattledt, liegt etwa 7 Kilometer vom Ortszentrum Kremsmünsters entfernt. Das Kremstal bildet eine steigungsarme Radroute von Linz über Kremsmünster nach Kirchdorf an der Krems und dank Fertigstellung der A 9 auch weiter relativ Kfz-arm über den Anstieg Pyhrnpass nach Liezen im Ennstal.

## Politik
Der Gemeinderat hat 31 Mitglieder.

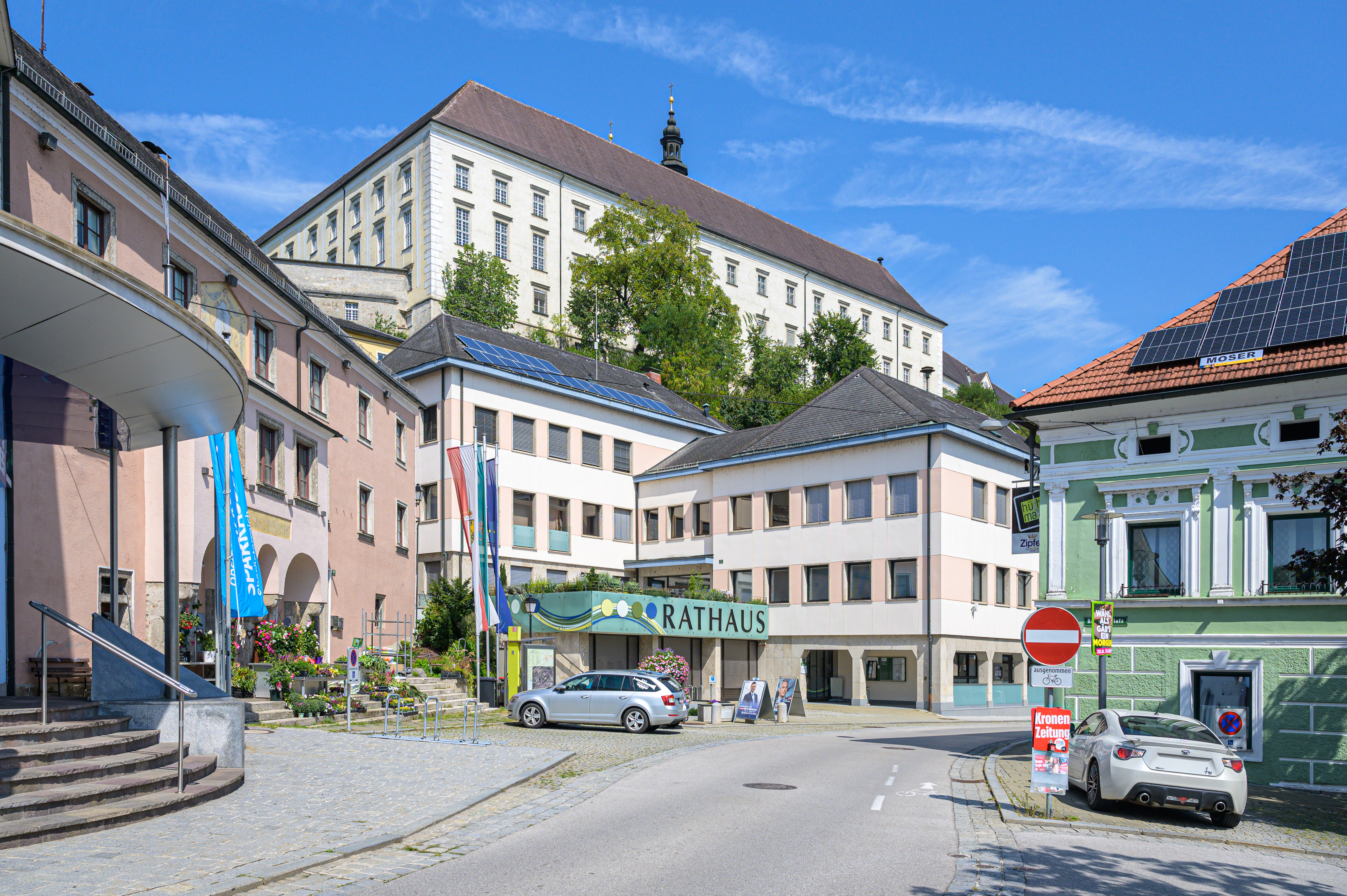
Neues Rathaus Kremsmünster

- Mit den Gemeinderats- und Bürgermeisterwahlen in Oberösterreich 2003 hatte der Gemeinderat folgende Verteilung: 17 ÖVP, 8 SPÖ, 4 FPÖ und 2 GRÜNE.[8]
- Mit den Gemeinderats- und Bürgermeisterwahlen in Oberösterreich 2009 hatte der Gemeinderat folgende Verteilung: 20 ÖVP, 6 SPÖ, 3 FPÖ und 2 GRÜNE.[9]
- Mit den Gemeinderats- und Bürgermeisterwahlen in Oberösterreich 2015 hatte der Gemeinderat folgende Verteilung: 17 ÖVP, 7 SPÖ und 7 FPÖ.[10]
- Mit den Gemeinderats- und Bürgermeisterwahlen in Oberösterreich 2021 hat der Gemeinderat folgende Verteilung: 14 ÖVP, 7 FPÖ, 4 SPÖ, 4 GRÜNE und 2 MFG.[11][12]

### Bürgermeister
Seit der Gemeindezusammenlegung 1938 gab es folgende Bürgermeister:
- 1938–1943 Josef Loizenbauer
- 1943–1945 Heinrich Herwerthner
- 1945–1967 Josef Lederhilger
- 1967–1979 Rupert Rendl
- 1979–1994 Johann Weinzierl
- 1994–2009 Franz Fellinger (ÖVP)
- 2009–2025 Gerhard Obernberger (ÖVP)

### Wappen
Blasonierung:
„In Grün ein schwarzer, rot bewehrter, aufspringender Eber mit silbernen Hauern und Fangzähnen, durchbohrt von einem goldenen, geknickten Jagdspieß in roter, blutender Wunde.“
Das Motiv bezieht sich auf die Gründungssage des Stiftes, die berichtet, dass Herzog Tassilo III. von Baiern das Kloster an der Krems als Gedenkstätte an jener Stelle erbauen ließ, an der sein Sohn Gunther, der unter den Hauern eines mit dem Jagdspieß verwundeten, wütenden Keilers verblutete, tot aufgefunden wurde.

## Persönlichkeiten

### Söhne und Töchter der Gemeinde
- Bernhard von Rohr (1421–1487), Erzbischof von Salzburg 1466–1482
- Alexander Strasser (1656–1731), Abt des Stiftes Kremsmünster 1709–1731
- Ignaz Rudolf Bischoff (1784–1850), Arzt
- Johann Baptist Postlbauer († 1838), u. a. Stadtpfarrer von Schärding und Dechant des Dekanats Schärding 1830–1838[14]
- Leonard Achleuthner (1826–1905), Abt des Stiftes Kremsmünster 1881–1905, ab 1882 in den OÖLandtag und 1884–1897 Landeshauptmann von  Oberösterreich
- Pius Schmieder (1837–1918), Benediktiner
- Leonhard Angerer (1861–1934), Geistlicher, Lehrer und Naturforscher
- Roland Weitzenböck (1885–1955), Mathematiker
- Josefine Hawelka (1913–2005), Kaffeehauslegende
- Heinz Pollak (1913–1974), Filmproduktions- und Herstellungsleiter
- Oddo Bergmair (1931–2020), Abt des Stiftes Kremsmünster 1982–2007
- Anita Baierl (* 1988), Mittelstrecken- und Langstreckenläuferin
- Peter Eglseer (* 1990), Volleyball- und Beachvolleyballspieler

### Mit der Gemeinde verbundene Persönlichkeiten
- Johannes Brik (1899–1982), Geistlicher
- Placidus Fixlmillner (1721–1791), vielseitiger Wissenschafter, Hochschullehrer und Astronom des Spätbarock 1762–1791, Direktor der Sternwarte Kremsmünster
- Cölestin Josef Ganglbauer (1817–1889), Abt des Stiftes Kremsmünster 1876–1881, 1881 zum Erzbischof von Wien ernannt, 1884 Kardinal
- Roland Girtler (* 1941), Soziologe und Kolumnist
- Franz Hönig (1867–1937), Kupferschmied, Unternehmer und Mundartdichter, Bürgermeister von Kremsmünster (1909–1937).[15]
- Gotthard Hofstädter (1826–1864), Geistlicher und Naturforscher
- Gunter Janda (1933–2015), Geistlicher und Erwachsenenbildner
- Tina Kofler (1872–1935), Grafikerin und Malerin
- Benedikt Lechler (1594–1659), Geistlicher, Komponist, Musikpädagoge
- Karl Wilhelm Mayrhofer (1806–1853), Arzt, Homöopath und Schriftsteller
- Beda Plank (1741–1830), Geistlicher, Dramatiker und Chorleiter
- Heinz Preiss (* 1942), Musikpädagoge und Politiker
- Simon Rettenpacher (auch Rettenbacher, 1634–1706), Barockdichter, Hochschullehrer, Stifts-Bibliothekar
- Norbert Maria Schachinger (1897–1974), Geistlicher und Ordensgründer
- Pankraz Stollenmayer (1889–1980), Geistlicher, Lehrer und Geschichtsforscher
- Simon Wascher (* 1966), Musiker und Tänzer
- Anton Wolfradt (1582–1639), Abt des Stiftes Kremsmünster 1613–1639, 1623 von Ferdinand II. zum Präsidenten der Wiener Hofkammer (Finanzminister) bestellt, und 1631 nach dem Tod Kardinal Khlesls Bischof von Wien und in Reichsfürstenstand erhoben
- Mario Zippermayr (1899–1979), Physiker und Nationalsozialist
- Philipp Zippermayr (* 1949), Homöopath und Comicautor